# Silvia Cartwright
Dame Silvia Rose Cartwright, nata Poulter (Dunedin, 7 novembre 1943), è una giurista e politica neozelandese, governatrice generale della Nuova Zelanda dal 2001 al 2006.

## Biografia

### Infanzia e studi
Silvia Rose Poulter nasce a Dunedin, nell'Isola del Sud, il 7 novembre 1943. Consegue nel 1967 un bachelor of Laws presso l'Università di Otago.

### Carriera professionale
Dopo aver ricoperto la professione di avvocata privatamente, nel 1989 Silvia Cartwright diventa la prima donna giudice capo del tribunale distrettuale, e nel 1993 diviene la prima donna ad essere nominata all'Alta Corte della Nuova Zelanda. Nel 1989 le viene conferita inoltre l'onorificenza di Dama di Commenda dell'Ordine dell'Impero Britannico.

### Carriera politica
Il 4 aprile 2001 Silvia Cartwright viene nominata governatrice generale della Nuova Zelanda dalla regina Elisabetta II, seconda donna dopo Catherine Tizard, sostituendo la giurista Sian Elias che aveva ricoperto l'incarico ad interim il 21 marzo.
Nominata compagna principale nell'Ordine al merito della Nuova Zelanda nel 2001, riceve la medaglia del Queen’s Service Order nell'agosto 2006, al termine del suo mandato di governatrice, venendo succeduta da Anand Satyanand.
Successivamente diviene anche dama di giustizia del Venerabile Ordine di San Giovanni e membro dell'Ordine della Nuova Zelanda.
Membro del comitato dell'ONU incaricato di vigilare l'applicazione del protocollo alla Convenzione sull'eliminazione di ogni forma di discriminazione della donna, dal 2007 al 2014 è stata uno dei giudici internazionali del tribunale speciale della Cambogia.

## Vita privata
Silvia Poulter si sposa nel 1969 con l'avvocato Peter Cartwright, dal quale prende il cognome. Il marito muore il 17 aprile 2019.